# (750) Oskar
(750) Oskar es un asteroide perteneciente al cinturón de asteroides descubierto el 28 de abril de 1913 por Johann Palisa desde el observatorio de Viena, Austria.
Está posiblemente nombrado en honor de Oskar Ruben von Rothschild (1888-1909).